# Отель для собак
«Отель для собак» (англ. Hotel for Dogs) — семейная комедия режиссёра Тора Фройденталя.

## Сюжет
Втайне от приёмных родителей, брат и сестра находят помещение, где живут брошенные собаки, и решают с друзьями устроить там отель для четвероногих. Постепенно затея с приютом для собак приобретает гигантские масштабы. И всё было бы хорошо, если бы в один прекрасный день все четвероногие постояльцы не вырвались на свободу. 
Теперь юным героям предстоит не только спасти лохматых друзей от живодёров, но и найти способ не попасть в разные семьи и остаться вместе.

## В ролях
- Эмма Робертс — Энди
- Джейк Ти Остин — Брюс
- Лиза Кудроу — Лоис
- Кевин Диллон — Карл
- Дон Чидл — Берни
- Джонни Симмонс — Дэйв
- Кайла Прэтт — Хитер
- Трой Джентиле — Марк
- Тия Сиркар — Мэрианн

## Критика
Фильм получил смешанные отзывы кинокритиков. На сайте Rotten Tomatoes фильм имеет рейтинг 46 % на основе 121 рецензии со средним баллом 5,28 из 10. На сайте Metacritic фильм имеет оценку 51 из 100 на основе 25 рецензий критиков, что соответствует статусу «смешанные или средние отзывы».